# SG Wannabe By SG Wannabe 7 Part.2
《SG Wannabe By SG Wannabe 7 Part.2》는 SG워너비의 7집 Part.2 앨범이다. Part.1에 이어 2011년 3월 17일에 발매되었다.

## 뮤직비디오
뮤직비디오는 타이틀 곡 고작만 제작되었다.

## 대표곡
고작은 SG Wannabe By SG Wannabe 7 Part.2 타이틀 곡이고 잔잔한 발라드곡이며 헤어짐의 아픔을 잘 표현한 노래이다.

## 트랙리스트
1. 너에게 고백하는 노래
2. 다시 사랑할 수 있다면
3. 고작(타이틀 곡)
4. 사랑이 떠나도
5. 보낸다
6. 길 (Road Of The Passion)